# Simon Coveney
Simon Coveney (n. 16 iunie 1972, Cork, Irlanda) este un om politic irlandez, membru al Parlamentului European în perioada 2004-2009 din partea Irlandei.
1. ↑  gov.ie - Government Ministers (în engleză), accesat în 22 decembrie 2022
2. 1 2  gov.ie - Government Ministers (în engleză), accesat în 13 august 2021
3. 1 2 3 4   https://www.oireachtas.ie/en/members/member/Simon-Coveney.D.1998-10-23 Lipsește sau este vid: |title= (ajutor)